# Саурон

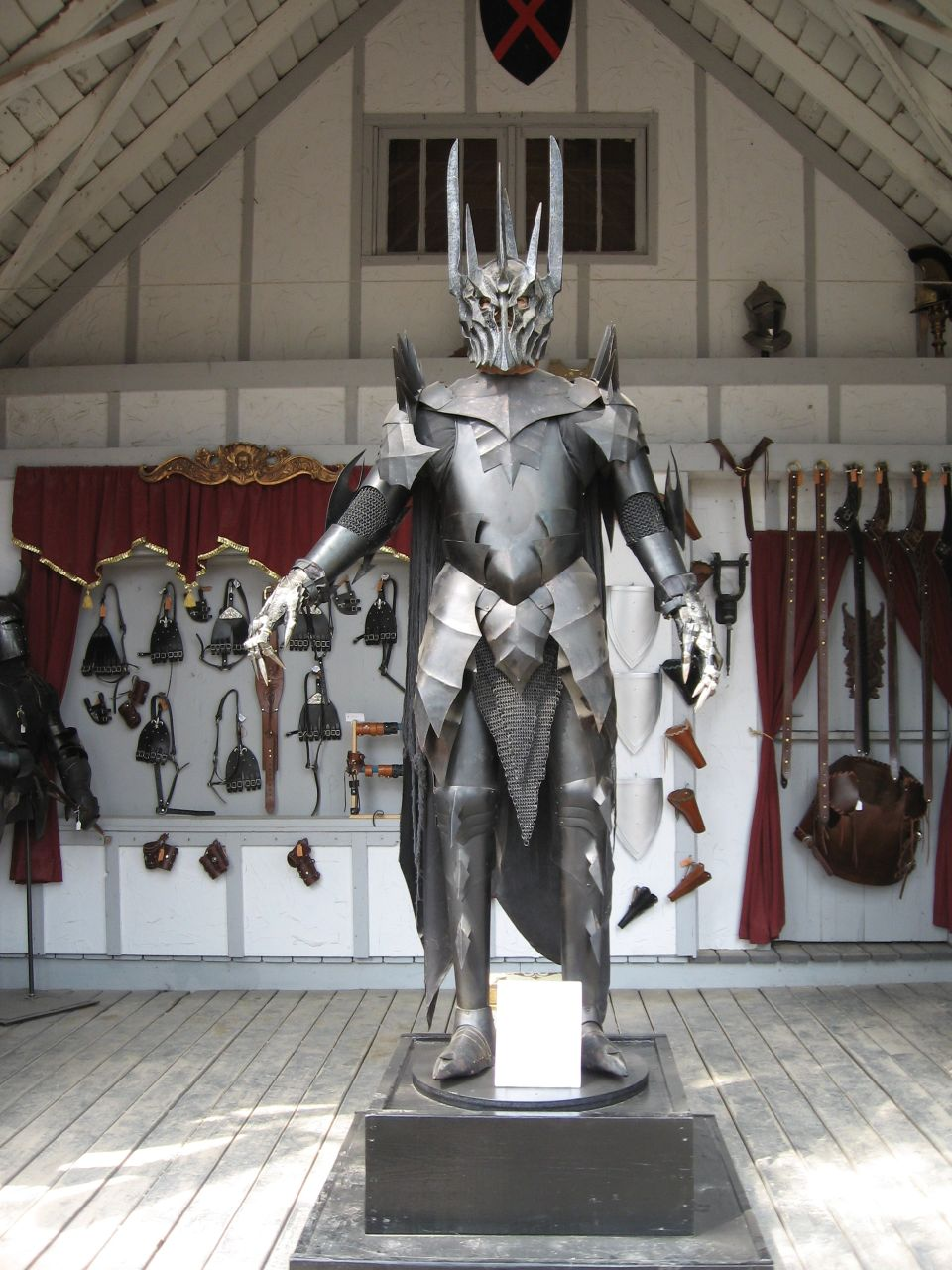
Статуя Саурона в Бристолі

Саурон (англ. Sauron), справжнє ім'я Ма́йрон, інші імена — Ґортаур Жорстокий, Темна Сила, Темний Володар, Володар Перснів, Багряне Око, Всевидюче Око, Ворог, Чорний Володар, Некромант — у леґендаріумі Дж. Р. Р. Толкіна «Сильмариліон» — айнур, спочатку маяр з народу Ауле. Саурон став одним з найвірніших і найжахливіших сподвижників темного вали-бунтівника, але після Війни Гніву і вигнання Мелькора Саурон піднісся до найбільшого ворога Вільних Народів Другої й Третьої епох.

## Біографія
Автор згадує, що Саурон був первісно одним з маярів вали Ауле, що може вказувати на те, що він не належав до числа тих духів, які ще до Створення Світу стали на бік Мелькора-Морґота, внісши розлад у Музиці Айнурів.
На початку становлення Арди Мелькор переманив Саурона до себе на службу, й він став найвизначнішим і найобізнанішим, бо міг прибирати різні форми, і тривалий час йому, за бажанням, удавалося поставати шляхетним і прекрасним, обводячи круг пальця всіх, окрім найпильніших.
Коли зруйнували Танґородрім і скинули Морґота, Саурон знову прибрав світлу подобу, і поклонився Еонве, оповісникові Манве, і зрікся всього свого лихочинства. І дехто вважає, що спершу то було зроблено щиро, що Саурон справді розкаявся, тільки зі страху, бо поразка Морґота і всевишній гнів Володарів Заходу вселили в нього сум'яття. Однак Еонве не наділили владою прощати належних до одного з ним роду, тож він наказав Сауронові повертатися до Аману і там чекати присуду Манве. Тоді Саурон присоромився, і не забажав повертатися приниженим, і коритися вироку валарів, за яким йому, цілком імовірно, довелося б довго та по-рабськи трудитися, доводячи щиру вірність; адже при Морґоті він був наділений величезною владою. Тому, щойно Еонве подався геть, Саурон заховався в Середзем'ї, знову навернувшись до зла, позаяк Морґот скував його преміцними путами.
Саурон брав участь у всіх діяннях Морґота на Арді, а численних підступах, хитрих обманах і в цьому хіба трохи поступався своєму повелителеві, бо тривалий час слугував іншому, а не самому собі. Та у прийдешні роки він піднісся, наче тінь Морґота і привид його злоби, й тією самою руйнівною стежкою зійшов услід за ним у Порожнечу. Саурон був першим командувачем твердині Анґбанд — фортеці та арсеналу Мелькора.
У дні Тар-Мінастіра, одинадцятого Короля Нуменору, Саурон укріпив землю, звану Мордором, збудував там вежу Барад-дур і відтоді завжди прагнув панувати в Середзем'ї, стати королем над королями та богом для людей.

## Персні Влади
Саурон був творцем Єдиного Персня, який правив рештою Дев'ятьма Перснями Влади, які були створені ковалями Ост-ін-Езіла. Сила Дев'яти Перснів була зв'язана з Єдиним і цілковито ним підкорена, так що діяла лише доти, доки існував він. Велика частка міці та волі Саурона перейшла в Єдиний Перстень, — премогутніми були ельфійські персні, тож той, який повинен був панувати над ними, мусив бути ще могутнішим; і Саурон викував його у Вогняній Горі у Краю Тіні. Доки він носив Єдиний Перстень, то знав про все, що робилося з допомогою нижчих перснів, міг бачити й керувати самими думками тих, котрі носили їх.

## Зовнішній образ
До своєї загибелі в Нуменорі Саурон міг набувати будь-якого образу, часто з'являючись людям і ельфам у прекрасних личинах. Після затоплення Нуменору тіло Саурона було скинуто в безодню, але дух його був безсмертним і повернувся у Середзем'я. Він знову набув за допомогою Персня зримого образу, але його нова тілесна форма була відтоді чорною і страшною. Розутілений Еленділом і Ісілдуром у битві, він втратив тіло вдруге, і тільки 1000 років потому зміг набути зриме тіло в Дол-Ґулдурі.